# Kołarowo (obwód Chaskowo)
Kołarowo (bułg. Коларово) – wieś w południowej Bułgarii, w obwodzie Chaskowo, w gminie Charmanli. Według danych Narodowego Instytutu Statystycznego, 31 grudnia 2011 roku wieś liczyła 17 mieszkańców.

## Gospodarka
We wsi znajdują się niedawno wybudowane winnice.